# وس بال
وس بال (انگلیسی: Wes Ball؛ زادهٔ ۱۳۲۸ اکتبر ۱۹۸۰) یک کارگردان اهل آمریکا است. وی از سال ۲۰۱۴ میلادی تاکنون مشغول فعالیت بوده‌است؛ که اولین فیلم او دونده مارپیچ بود.
بال در دبیرستان کرسنت سیتی تحصیل کرد و در سال ۱۹۹۹ فارغ التحصیل شد. او در سال ۲۰۰۲ از کالج هنرهای تصویری دانشگاه ایالتی فلوریدا با مدرک لیسانس هنرهای زیبا فارغ التحصیل شد. در سال ۲۰۰۳، او برنده جایزه آکادمی برای دانشجویان فیلم‌ساز برای فیلم کوتاه انیمیشن یک کار در حال پیشرفت شد.

## فیلم‌شناسی
| سال  | نام فیلم                    | کارگردان | تهیه‌کننده | نویسنده |
| ---- | --------------------------- | -------- | --------- | ------- |
| ۲۰۱۴ | دونده مارپیچ                | آری      | نه        | نه      |
| ۲۰۱۵ | دونده مارپیچ: مشقت‌های اسکرچ | آری      | آری       | نه      |
| ۲۰۱۸ | دونده مارپیچ: علاج مرگ      | آری      | آری       | نه      |
| ۲۰۲۴ | پادشاهی سیاره میمون‌ها       | آری      | نه        | نه      |